# Franz John
Franz John (né le 28 septembre 1872 à Pritzwalk, mort le 17 novembre 1952 à Berlin) est un photographe allemand. Il est l'un des membres fondateurs du FC Bayern Munich, et son premier président de 1900 à 1903.

## Biographie
Il naît le 28 septembre 1872 à Pritzwalk (Brandebourg), fils de Friedrich Wilhelm et d'Ida John. Après avoir déménagé avec ses parents à Pankow, à la périphérie de Berlin, il rejoint le club de football du VfB Pankow. Il y rencontre Gustav Manning, qui devient par la suite secrétaire de la Fédération allemande de football. Manning aide ensuite John à intégrer les clubs de football de Munich dans la DFB. Après son apprentissage de photographe à Iéna, John s'installe à Munich, où il devient membre du MTV 1879 Munich.
Lorsque le 27 février 1900, le comité directeur du MTV interdit à la division football de son club d'adhérer à l'association des clubs de football d'Allemagne du Sud (SFV), onze joueurs de football quittent le club sous la direction de Franz John. Au restaurant Gisela, ils fondent alors le FC Bayern Munich, et élisent Franz John à sa présidence. John fonde également le conseil des arbitres bavarois.